# Cúp quốc gia Scotland 1903–04
 Cúp quốc gia Scotland 1903–04 là mùa giải thứ 31 của giải đấu bóng đá loại trực tiếp uy tín nhất Scotland. Chức vô địch thuộc về Celtic khi đánh bại Rangers 3-2 trong trận Chung kết.

## Lịch thi đấu
| Vòng      | Ngày thi đấu đầu tiên | Số trận đấu | Số đội tham gia |
| --------- | --------------------- | ----------- | --------------- |
| Vòng Một  | 28 tháng 1 năm 1904   | 16          | 32 → 16         |
| Vòng Hai  | 6 tháng 2 năm 1904    | 8           | 16 → 80         |
| Tứ kết    | 20 tháng 2 năm 1904   | 4           | 8 → 4           |
| Bán kết   | 5 tháng 3 năm 1904    | 2           | 4 → 2           |
| Chung kết | 16 tháng 4 năm 1904   | 1           | 2 → 1           |

## Vòng Một
| Đội nhà               | Tỉ số | Đội khách              |
| --------------------- | ----- | ---------------------- |
| Abercorn              | 2 – 2 | Maxwelltown Volunteers |
| Albion Rovers         | 2 – 1 | Kilwinning Eglinton    |
| Alloa Athletic        | 2 – 1 | Aberdeen               |
| Ayr                   | 0 – 2 | St Mirren              |
| Celtic                | Thắng | Stanley                |
| Clyde                 | 2 – 2 | Arbroath               |
| Dundee                | 3 – 0 | Queen's Park           |
| Hibernian             | 2 – 1 | Airdrieonians          |
| Greenock Morton       | 8 – 1 | Sixth GRV              |
| Motherwell            | 2 – 1 | Partick Thistle        |
| Nithsdale Wanderers   | 2 – 2 | Kilmarnock             |
| Port Glasgow Athletic | 1 – 2 | Leith Athletic         |
| Rangers               | 3 – 2 | Heart of Midlothian    |
| St Bernard's          | 1 – 1 | West Calder Swifts     |
| St Johnstone          | 2 – 0 | Hearts of Beath        |
| Third Lanark          | Thắng | Newton Stewart         |

### Đá lại
| Đội nhà                | Tỉ số | Đội khách           |
| ---------------------- | ----- | ------------------- |
| Arbroath               | 4 – 0 | Clyde               |
| Kilmarnock             | 1 – 1 | Nithsdale Wanderers |
| Maxwelltown Volunteers | 1 – 1 | Abercorn            |
| West Calder Swifts     | 3 – 3 | St Bernard's        |

| Đội nhà      | Tỉ số | Đội khách              |
| ------------ | ----- | ---------------------- |
| Abercorn     | 2 – 1 | Maxwelltown Volunteers |
| Kilmarnock   | 2 – 1 | Nithsdale Wanderers    |
| St Bernard's | 2 – 0 | West Calder Swifts     |

## Vòng Hai
| Đội nhà         | Tỉ số | Đội khách      |
| --------------- | ----- | -------------- |
| Dundee          | 4 –0  | Abercorn       |
| Hibernian       | 1 – 2 | Rangers        |
| Kilmarnock      | 2 – 2 | Albion Rovers  |
| Leith Athletic  | 3 – 1 | Motherwell     |
| Greenock Morton | 2 – 0 | Arbroath       |
| St Bernard's    | 0 – 4 | Celtic         |
| St Mirren       | 4 – 0 | St Johnstone   |
| Third Lanark    | 3 – 1 | Alloa Athletic |

### Đá lại
| Đội nhà       | Tỉ số | Đội khách  |
| ------------- | ----- | ---------- |
| Albion Rovers | 0 – 1 | Kilmarnock |

## Tứ kết
| Đội nhà        | Tỉ số | Đội khách       |
| -------------- | ----- | --------------- |
| Celtic         | 1 – 1 | Dundee          |
| Leith Athletic | 1 – 3 | Greenock Morton |
| St Mirren      | 0 – 1 | Rangers         |
| Third Lanark   | 3 – 0 | Kilmarnock      |

### Đá lại
| Đội nhà | Tỉ số | Đội khách |
| ------- | ----- | --------- |
| Dundee  | 0 – 0 | Celtic    |

### Đá lại lần 2
| Đội nhà | Tỉ số | Đội khách |
| ------- | ----- | --------- |
| Celtic  | 5 – 0 | Dundee    |

## Bán kết
| Đội nhà | Tỉ số | Đội khách       |
| ------- | ----- | --------------- |
| Celtic  | 3 – 0 | Third Lanark    |
| Rangers | 3 – 0 | Greenock Morton |

## Chung kết
| Celtic | 3 – 2 | Rangers |
| ------ | ----- | ------- |
|        |       |         |